# Calyptraea fastigiata
Calyptraea fastigiata är en snäckart som beskrevs av Gould 1846. Calyptraea fastigiata ingår i släktet Calyptraea och familjen toffelsnäckor. Inga underarter finns listade i Catalogue of Life.